# Theatro Municipal
Il Theatro Municipal do Rio de Janeiro si trova nel quartiere centrale di Cinelândia (Piazza Marechal Floriano).
Costruito all'inizio del XX secolo, è uno dei più belli e importanti teatri del paese.

## Storia della fondazione
Durante la seconda metà del XIX secolo, l'attività teatrale nella città di Rio de Janeiro, allora capitale del paese, era molto intensa. Ma la città non possedeva una sala di spettacoli che corrispondesse pienamente alle necessità e che fosse all'altezza della capitale del Brasile. I suoi due teatri, il São Pedro e il Theatro Lírico, erano criticati per le strutture, sia dal pubblico, sia dalle compagnie che vi si esibivano.
Dopo la proclamazione della Repubblica Brasiliana (1889), nel 1894, Arthur Azevedo lanciò una campagna per la realizzazione di un nuovo teatro, che potesse essere la sede di una compagnia locale, con le caratteristiche della Comédie Française. Ma, durante quei giorni tumultuosi, la campagna non ebbe l'esito sperato. Venne si approvata una Legge Municipale che determinava la costruzione del Theatro Municipal, ma questa non fu messa in pratica, nonostante fosse stata applicata una tassa per finanziare l'opera. Da notare che il ricavato di questa imposta non fu mai utilizzato per la costruzione del teatro.

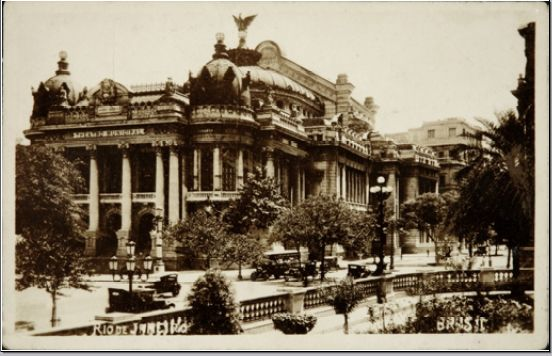
Theatro Municipal di Rio de Janeiro: cartolina (c. 1909).

Sarà necessario attendere fino all'inizio del XX secolo, quando la costruzione del teatro rappresenterà il simbolo del progetto della "Prima Repubblica" per la capitale del Brasile. All'epoca, l'attuale sindaco, Pereira Passos, promosse una grande rinnovazione del centro cittadino, prevedendo la creazione, a partire dal 1903, della grande Avenida Central (oggi avenida Rio Branco), a immagine e somiglianza con i boulevard parigini e fiancheggiata da magnifici esempi di architettura eclettica.
In questo contesto, venne indetto un concorso per la costruzione del nuovo teatro, poi vinto da Francisco de Oliveira Passos, (figlio del sindaco), che si avvalse della collaborazione del francese Albert Guilbert, su un disegno ispirato all'Opéra Garnier, di Charles Garnier.
L'edificio venne iniziato nel 1905. Per decorarlo furono chiamati i più grandi pittori e scultori dell'epoca, come Eliseu Visconti, Rodolfo Amoedo e i fratelli Bernardelli. Inoltre vennero scelti artigiani europei per realizzare vetrate e mosaici.
Finalmente, quattro anni e mezzo più tardi, (tempo record per un'opera di questo genere, possibile grazie ai 280 operai che parteciparono, in due turni di lavoro), il giorno 14 luglio 1909, fu inaugurato dal presidente Nilo Peçanha il Theatro Municipal di Rio de Janeiro, della capienza di 1.739 spettatori.

## Modifiche successive e restauri
Nel 1934, il teatro non era più sufficiente di fronte al notevole aumento della popolazione della città, cosicché la capacità della sala fu portata a 2.205 posti. Nonostante la complessità dei lavori di ampliamento, essi furono ultimati in soli tre mesi.
Tempo dopo, con alcune modifiche, si portò il numero di posti a 2.361, che è poi rimasta la capienza definitiva.
Il 19 ottobre 1975, il teatro venne chiuso per lavori di ristrutturazione e rinnovamento delle attrezzature, e fu poi riaperto il 15 marzo 1978. Nello stesso anno nacque la Central Tecnica di Produzione, responsabile della messa in scena di tutti gli spettacoli del teatro.
Nel 1996 si rese necessaria la costruzione di un edificio ausiliario, chiamato edificio "Anexo", per potervi dirottare le prove di orchestra, balletto e compagnie teatrali che, data l'intensa programmazione di eventi durante tutto l'anno, non avevano altrimenti modo e tempo di esercitarsi tra uno spettacolo e l'altro.
Nell'ottobre 2008 sono cominciati i recenti lavori di ristrutturazione, che coinvolgono sia l'interno che l'esterno del teatro. La riapertura è avvenuta il 27 maggio 2010.

## La programmazione
Agli esordi si esibivano esclusivamente compagnie e orchestre straniere, soprattutto italiane e francesi, finché, nel 1931 venne fondata l'Orchestra Sinfonica del Theatro Municipal do Rio de Janeiro. Tra i grandi personaggi che calcarono le scene del Theatro Municipal troviamo: Arturo Toscanini, Sarah Bernhardt, Bidu Sayão, Eliane Coelho, Heitor Villa-Lobos, Igor' Fëdorovič Stravinskij, Paul Hindemith, Alexander Brailowsky tra gli altri. Oggi il teatro è sede dell'Orchestra Sinfonica Petrobras e dell'Orchestra Sinfônica Brasileira.

## Caratteristiche

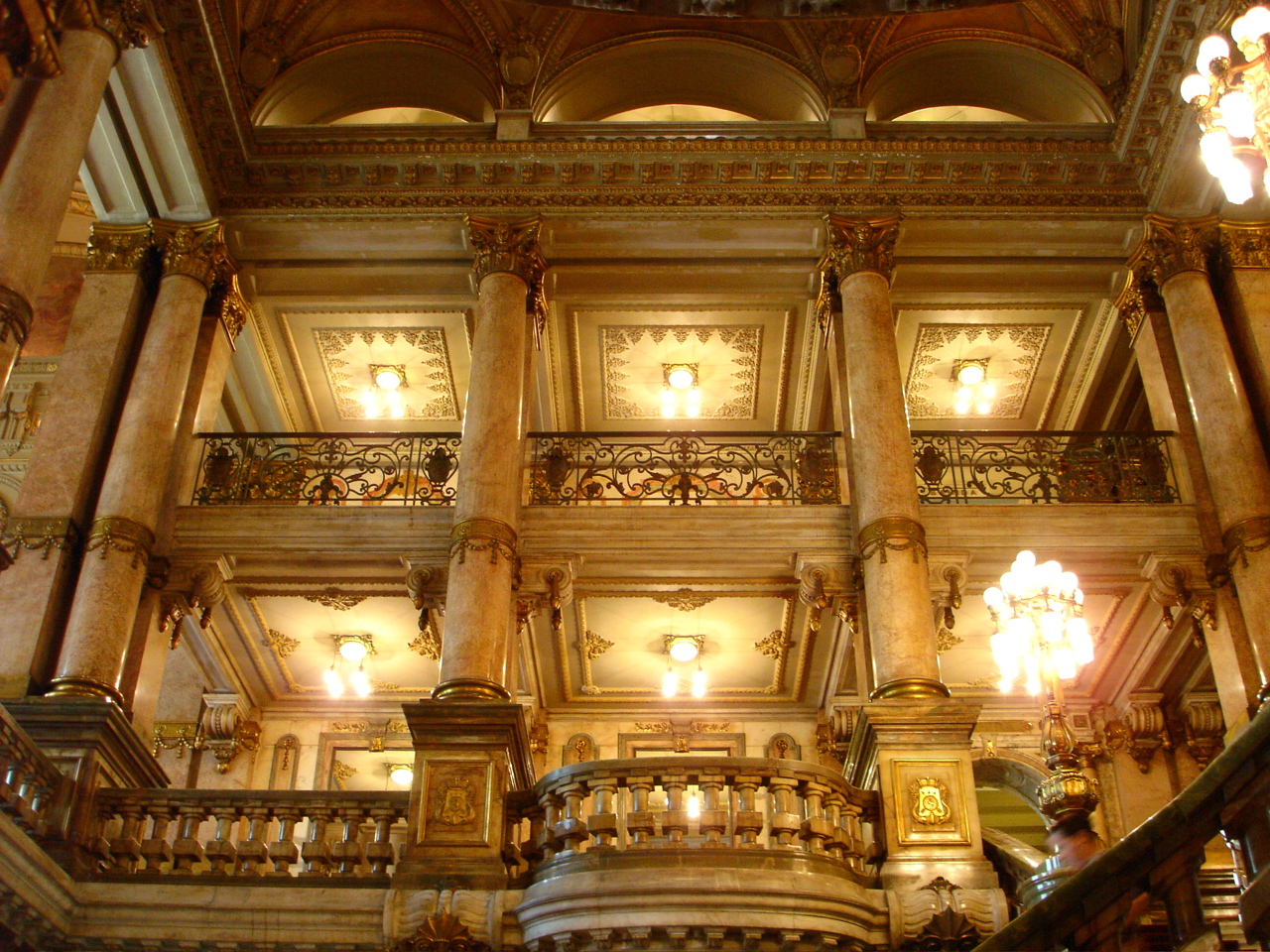
Theatro Municipal di Rio de Janeiro: interno.

L'interno è tanto lussuoso quanto la sua facciata, con sculture di Henrique Bernardelli e pitture di Rodolfo Amoedo ed Eliseu Visconti, quest'ultimo artefice del maestoso sipario, del friso sopra il proscenio, del soffitto che sovrasta la platea e delle decorazioni del tetto del "foyer". Il ristorante Assirius, che si trova nel sottosuolo del teatro, ha la particolarità di avere una decorazione in stile assiro.